# Zamek Runkelstein
Zamek Runkelstein (wł. Castel Roncolo; niem. Schloss Runkelstein) – zbudowany w 1237 roku zamek w północnych Włoszech położony w pobliżu Bolzano. Słynie z dobrze zachowanych XIV-wiecznych fresków o tematyce świeckiej (m.in. dzieje Tristana i Izoldy).